# 暗沙

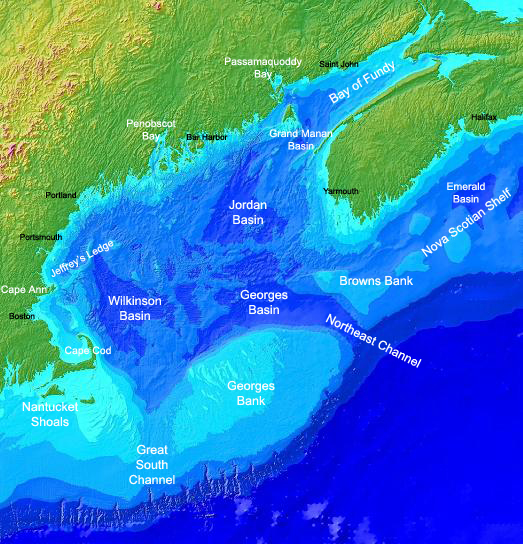
乔治淺滩（Georges Bank，圖中下方）位於緬因灣

暗沙（Ocean bank）是一個海洋區域，一般位於海平面以下。暗沙位於海洋较浅的位置，通常覆盖有碎屑沙粒的珊瑚礁体。暗沙较深且表面平坦的称作暗滩，有时会露出水面者称暗礁。相比其周圍的環境，暗沙可能位處於淺沙洲旁，又或位於水下山脈的頂部。

## 類型
暗沙的形成可以是兩方面的：由於火山活動或海水沖擦，令原有在陸上的沙灘沉沒；又或是由石灰岩或陸源性沉積物形成的。在熱帶地區，一些被淹沒的環礁沙灘，由於與任何陸地都不相連，因此無法從外部引入沉積物，只可能因為沉積以外的原因形成。

## 主要的暗沙
- 纽芬兰大浅滩
- 查戈斯大淺灘
- 南中國海：中沙大环礁、曾母暗沙、北康暗沙和南康暗沙等。